# 9K38 Igla
9K38 'Igla' (tiếng Nga:  Игла́) là một tổ hợp phòng không vác vai điều khiển bằng hồng ngoại. 9K38 là tên định danh GRAU của tổ hợp này. Bộ quốc phòng Mỹ định danh cho tổ hợp này là SA-18 và tên ký hiệu của NATO là Grouse. Phiên bản đơn giản hơn trước đó, được gọi là 9K310 Igla-1 (SA-16 Gimlet) và biến thể mới nhất là 9K338 Igla-S (SA-24 Grinch). Nga cũng đã xuất khẩu Igla-S đến một số nước.

## Các phiên bản
- Igla-1 là phiên bản sản xuất ban đầu được đơn giản hóa. Nó được biết đến ở phương Tây với tên gọi SA-16 Gimlet. Nó có tầm bắn tối đa 5000 m và có thể tiếp cận mục tiêu ở độ cao tối đa 500 m.
- Igla-1E là phiên bản xuất khẩu. Nó đã được xuất khẩu sang một số quốc gia.
- Igla (SA-18 Grouse) là phiên bản sản xuất tiêu chuẩn. Nó đã được thông qua vào năm 1983. Hiện tại nó đang được phục vụ tại hơn 30 quốc gia, bao gồm cả Nga.
- Igla-D, phiên bản được phát triển đặc biệt cho lực lượng đổ bộ đường không của Liên Xô. Ống phóng của nó có thể được tháo rời và mang theo hai phần riêng biệt để giảm kích thước.
- Igla-M là phiên bản hải quân dành cho tàu hải quân. Tên phương Tây của nó là SA-N-10 Grouse.
- Igla-V là phiên bản không đối không, được sử dụng trên trực thăng.
- Igla-N là phiên bản có đầu đạn lớn hơn và mạnh hơn nhiều.
- Igla-S, đôi khi được gọi là Igla-Super. Nó là một biến thể cải tiến của Igla, được đưa vào biên chế trong Quân đội Nga năm 2004. Ở phương Tây, nó được biết đến với cái tên SA-24 Grinch.

## Tham chiến

### Chiến tranh vùng Vịnh 1991
Ngày 24/1/1991, 1 chiếc AV-8B Harrier II (số hiệu: 163518), bị bắn rơi bởi tên lửa phòng không vác vai của Iraq, có thể là loại Igla.
Ngày 2/2/1991, 1 chiếc A-10 Thunderbolt II (số hiệu: 80-0248), bị bắn rơi bởi tên lửa phòng không vác vai Igla-1 của Iraq.
Ngày 23/2/1991, 1 chiếc AV-8B Harrier II (số hiệu: 161573), bị bắn rơi bởi tên lửa phòng không vác vai hoặc pháo phòng không của Iraq, không rõ có phải là do Igla hay không.
Ngày 25/2/1991, 1 chiếc AV-8B Harrier II (số hiệu: 163190), bị bắn rơi bởi tên lửa phòng không vác vai của Iraq, có thể là loại Igla.
Ngày 27/2/1991, 1 chiếc AV-8B Harrier II (số hiệu: 162740), bị bắn rơi bởi tên lửa phòng không vác vai của Iraq, có thể là loại Igla.
Ngày 27/2/1991, 1 chiếc F-16C số hiệu 84-1390 của Mỹ bị bắn rơi bởi tên lửa phòng không vác vai Igla-1 của Iraq.
Ngoài ra, 1 vài máy bay khác đã bị tên lửa Igla của Iraq bắn trúng nhưng chỉ hư hại chứ không rơi, nên phía Mỹ không tính vào danh sách này.

## Quốc gia sử dụng
Igla-1E (SA-16):
- Angola
- Armenia
- Bulgaria
- Croatia
- Cuba
- Ecuador
- Phần Lan - còn gọi là ItO 86
- Gruzia
- Hungary
- Iran
- Iraq
- Myanmar
- CHDCND Triều Tiên
- Hàn Quốc
- Perú
- Ba Lan
- Nga
- Slovakia
- Slovenia
- Liên Xô
- Syria
- Ukraina
- UAE
- Việt Nam - đang tự sản xuất trong nước theo giấy phép

Igla (SA-18):
- Armenia
- Belarus
- Brasil
- Bulgaria
- Ai Cập
- Eritrea
- Phần Lan - còn gọi là ItO-86M
- Gruzia
- Hungary
- Indonesia
- Ấn Độ
- Iran
- Kazakhstan
- Bắc Macedonia
- Myanmar
- Malaysia
- México
- Maroc
- Perú
- Nga
- Serbia
- Singapore
- Sri Lanka
- Slovakia
- Liên Xô
- Syria
- Thái Lan
- Thổ Nhĩ Kỳ
- Ukraina
- Venezuela
- Việt Nam
- Zimbabwe

Igla-S (SA-24):
- Brasil
- Iran
- Libya
- Nga
- Slovenia
- Syria
- Venezuela
- Việt Nam - đang tự sản xuất trong nước theo giấy phép và dần dần phát triển nâng cấp đi lên tầm mới phát triển Quốc phòng

## Các Khủng bố và Phiến quân hay Không phải quốc gia cũng có sử dụng
- Al-Shabaab